# Omoedus
Omoedus Thorell, 1881 è un genere di ragni appartenente alla Famiglia Salticidae.

## Distribuzione
Le quattro specie oggi note di questo genere sono distribuite nell'areale della parte settentrionale dell'Indonesia (Arcipelago delle Molucche), principalmente nella Nuova Guinea e una specie, O. cordatus è stata reperita nelle isole Figi.

## Tassonomia
A dicembre 2010, si compone di quattro specie:
- Omoedus cordatus Berry, Beatty & Prószynski, 1996 — Isole Figi
- Omoedus kulczynskii Prószynski, 1971 — Nuova Guinea
- Omoedus niger Thorell, 1881[2] — Nuova Guinea
- Omoedus piceus Simon, 1902 — Arcipelago delle Molucche, Nuova Guinea